# Wellingtonbridge
Wellingtonbridge (en gaèlic irlandès Droichead Eoin) és una vila d'Irlanda, al comtat de Wexford, a la província de Leinster. Està situada a 24 km a l'oest de Wexford i 28 km a l'est de Waterford, en la intersecció de les carreteres regionals R733 i R736. Històricament s'havia anomenat Ballyowen (gaèlic irlandès Baile Eoin) al townland que ocupa.

## Transport
La vila es troba en la línia de ferrocarril Limerick-Rosslare: l'estació de tren de Wellingtonbridge, que antigament fou un punt important de transport de bleda-rave, va obrir l'u d'agost de 1906 i fou tancada el 18 de setembre de 2010.
El servei de ferrocarril fou substituït per la ruta 370 del Bus Éireann des del 20 de setembre de 2010. També el travessen les rutes 372 i 373 del Bus Éireann.
Ardcavan, una companyia d'autobusos amb base al comtat de Wexford ofereix un servei diari de Wellingtonbridge a Dublín i a l'aeroport de Dublín.

## Personatges il·lustres
- Mick Wallace